# سیارک ۱۸۳۳
سیارک ۱۸۳۳ (به انگلیسی: 1833 Shmakova، نامگذاری:1969PN) هزار و هشتصد و سی و سومین سیارک کشف شده‌است که در ۱۱ اوت ۱۹۶۹ کشف شد.
قدر مطلق سیارک برابر ۱۱٫۹۸ است.